# Triteísmo

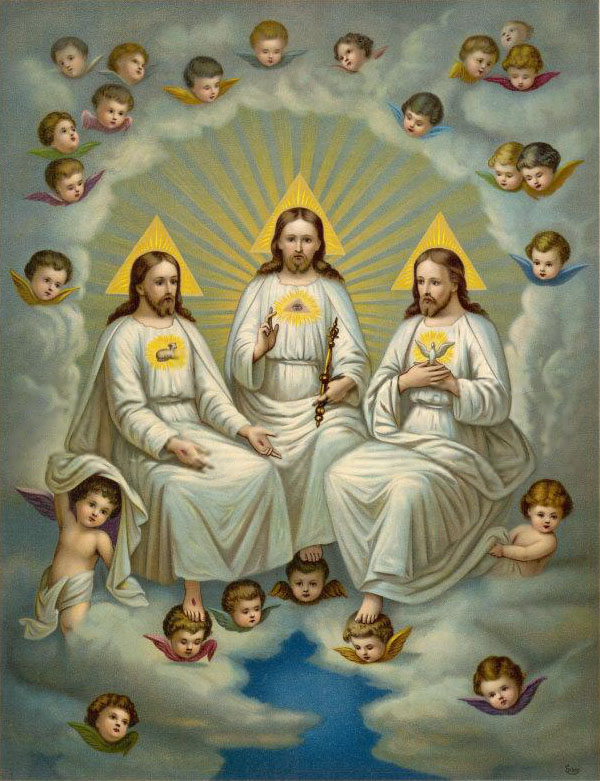
Santísima Trinidad, por Fridolin Leiber. Este tipo de representaciones han suscitado preocupación en la Iglesia católica por su posible interpretación triteísta (véase Iconografía de la Trinidad).

En la teología cristiana, se conoce como triteísmo (del griego τρι- tri- y θεός theós 'dios') a una doctrina del siglo III considerada herética por la ortodoxia cristiana. Se denomina triteístas a quienes tratando de explicar la Santísima Trinidad la han dividido, enseñando que en Dios no solamente habría tres personas (hipóstasis), sino tres esencias, tres naturalezas distintas o tres sustancias divinas, como si fueran tres dioses, que formarían una unidad conceptual. Esta idea de tríada divina tiene símiles en muchas religiones politeístas antiguas.
El extremo opuesto al triteísmo sería el sabelianismo, que por no parecer que suponía tres dioses ha defendido que en Dios no hay más que una persona, Dios Padre, y que las otras dos no son más que denominaciones o aspectos diferentes de la divinidad. En la actualidad, el equivalente del sabelianismo o modalismo sería el pentecostalismo unicitario.
En el judaísmo y el islam se acusa de triteísta a la doctrina trinitaria, cuestionando la validez de la pretensión de monoteísmo por parte del cristianismo. Dentro del cristianismo, desde la Reforma protestante, la corriente radical antitrinitaria representada por el unitarismo de Miguel Servet ha acusado de la misma manera al catolicismo de tener un 'Dios tripartito'; más recientemente, los pentecostales unicitarios han acusado a los trinitarios de tener tendencias triteístas o en algunos casos caer en el triteísmo. Por otra parte, los Testigos de Jehová también han considerado que la doctrina trinitaria es triteísta. Dicha acusación de triteísmo es rechazada enérgicamente por la Iglesia católica y el cristianismo trinitario en general.

## Historia
En el judaísmo se sigue un monoteísmo estricto, por lo que la idea de que se pueda romper la unidad absoluta de Dios parece blasfema. En este contexto, los primeros cristianos debieron defenderse de la acusación de triteísmo argumentando que Padre, Hijo y Espíritu Santo son un solo Dios, por lo que su creencia no era triteísta sino un distinto tipo de monoteísmo.
En el año 257 o 258 se habría dado una controversia sobre la cuestión de la unidad divina entre Dionisio de Alejandría y unos cristianos de la Pentápolis, Libia o la propia Alejandría. Al parecer, estos últimos se dirigieron al papa Dionisio de Roma, quien en una carta enviada hacia 260 defendió el monoteísmo trinitario como la enseñanza más venerable de la Iglesia contra los que dividían y separaban a Dios en tres divinidades.
En el siglo IV, padres de la Iglesia como Atanasio de Alejandría, Basilio el Grande y Gregorio Nacianceno señalaron la doctrina trinitaria como justo medio entre los extremos del monoteísmo judío y el sabelianismo de un lado y el politeísmo pagano del otro. Por otra parte, los arrianos, que negaban la divinidad del Verbo, y los macedonianos, que no reconocían la del Espíritu Santo, acusaban de triteístas a quienes defendían la una y la otra; aunque ni siquiera los arrianos se adherían al monoteísmo estricto, pues paradójicamente, los arrianos anomeos negando la consubstancialidad del Padre y el Hijo habrían dividido la Trinidad en divinidades de diferentes grados, conduciendo a una nueva tendencia triteísta como se desprendería de las enseñanzas de Eunomio refutadas por Gregorio Nacianceno. El arrianismo fue condenado en el Concilio de Nicea en 325 y el macedonianismo en el Concilio de Constantinopla en 381, declarándose finalmente como ortodoxia la fe trinitaria formulada en el símbolo niceno-constantinopolitano. Posteriormente, el símbolo Quicumque sintetizó la doctrina católica sobre la Trinidad enfatizando en la unidad numérica de la esencia divina contra el triteísmo:

Porque una es la persona del Padre, otra la del Hijo y otra (también) la del Espíritu Santo; pero el Padre y el Hijo y el Espíritu Santo tienen una sola divinidad, gloria igual y coeterna majestad. Cual el Padre, tal el Hijo, tal (también) el Espíritu Santo; increado el Padre, increado el Hijo, increado (también) el Espíritu Santo; inmenso el Padre, inmenso el Hijo, inmenso (también) el Espíritu Santo; eterno el Padre, eterno el Hijo, eterno (también) el Espíritu Santo. Y, sin embargo, no son tres eternos, sino un solo eterno, como no son tres increados ni tres inmensos, sino un solo increado y un solo inmenso. Igualmente, omnipotente el Padre, omnipotente el Hijo, omnipotente (también) el Espíritu Santo; y, sin embargo, no son tres omnipotentes, sino un solo omnipotente. Así Dios es el Padre, Dios es el Hijo, Dios es (también) el Espíritu Santo; y, sin embargo, no son tres dioses, sino un solo Dios. Así, Señor es el Padre, Señor el Hijo, Señor (también) el Espíritu Santo; y, sin embargo, no son tres Señores, sino un solo Señor; porque así como por la cristiana verdad somos compelidos a confesar como Dios y Señor a cada persona en particular; así la religión católica nos prohibe decir tres dioses y señores...

### Controversia monofisita
El triteísmo resurgió como consecuencia del monofisismo en el siglo VI. Entre los monofisitas el primero en adoptarlo fue el filósofo sirio Juan Acusnage, pero los exponentes principales fueron Conon, obispo de Tarso y Juan Filopón, gramático de Alejandría, distinguiéndose sus seguidores como cononitas y filoponitas.
Filopón era un discípulo del patriarca Severo de Antioquía que basó en la filosofía de Aristóteles la identificación de naturaleza o esencia con hipóstasis o persona: según él, toda naturaleza sustancial concreta y real es una hipóstasis o individuo, y si es racional es una persona. Luego de defender así la doctrina monofisita sobre la naturaleza de Cristo, aplicó  lo mismo a la Trinidad afirmando que «confesamos tres personas o esencias: si fuera una sola naturaleza en las tres personas, ésa debería ser común, específica, abstracta, ideal, no real y verdadera»; a pesar de lo cual se negó a admitir que se tratara de tres dioses. Filipón opinaba también que en la resurrección se daría un cuerpo nuevo, a lo cual se opusieron Conon de Tarso y sus seguidores.
En el 577, los triteístas fueron excomulgados por el patriarca Damián de Alejandría, quien distinguió la esencia divina de las tres personas y negó que cada una de ellas considerada en particular y con abstracción de las otras dos fuese Dios; no obstante, confesaba que había entre ellas una naturaleza divina y una divinidad común, por cuya participación cada persona era Dios; así, se entiende que concebía a la divinidad como un todo, del cual cada persona no era más que una parte. A los seguidores de Damián se les llamó damianistas o tetraditas por supuestamente creer en cuatro dioses, cada una de las tres personas y la divinidad completa a la que llamaban autótheos.

### Edad Media
En la Edad Media, el triteísmo reapareció en Occidente unido al aristotelismo y al surgimiento de la escolástica, llevando a otra controversia aunque ahora más restringida. De una u otra forma, fue defendido por el filósofo nominalista Roscelino de Compiègne, el obispo y filósofo realista Gilberto Porretano y el místico Joaquín de Fiore.
Roscelino creía que en realidad una esencia no podía ser común a las tres personas; así, afirmó que cada persona debía tener su esencia independiente o toda la Trinidad se habría encarnado; esto fue refutado por Anselmo de Canterbury y motivó que lo citaran al concilio de Soissons en 1092, donde fue condenada su doctrina. Por otra parte, Porreta concibió una diferencia entre Dios, su esencia y atributos, sosteniendo que realmente habría en Dios cuatro divinidades: las de cada persona y la de la esencia divina; lo cual fue condenado en el Concilio de Reims en 1148. Joaquín de Fiore reaccionó contra este tetrateísmo diciendo que no hay esencia ni sustancia o naturaleza que sea las tres personas: la unidad entre ellas no sería propia sino colectiva y metafórica, de la misma forma que la unidad de un pueblo o una Iglesia; abstrayendo la unidad al sentido nominalista de Roscino; por lo que su doctrina fue condenada en el IV Concilio de Letrán en 1215.

### Manifestaciones posteriores
La filosofía cartesiana llevó a algunos teólogos modernos a ideas triteístas, tales como las del deán de San Pablo William Sherlock († 1707) y el sacerdote oratoriano Pierre Faydit († 1709). El filósofo racionalista Anton Oehmbs († 1809) y Anton Günther († 1863) también fueron algunos católicos acusados de triteísmo; así como los protestantes Heinrich Nicolai († 1660), profesor de Danzig y Joseph Bingham.
En la actualidad, se puede encontrar una concepción triteísta de Dios en el mormonismo. La Iglesia de Jesucristo de los Santos de los Últimos Días enseña que las personas de la Trinidad son tres seres divinos distintos, unidos por el propósito común de llevar a cabo la salvación de la humanidad.
Por otro lado, aunque los adventistas rechazan tanto el triteísmo como el modalismo, su comprensión de la Trinidad se distingue de la doctrina católica, ya que rechazan como subordinacionismo la generación eterna del Hijo, así como la procedencia eterna del Espíritu Santo, y diferencian a las tres personas como «centros individuales de inteligencia y acción» unidas en la tarea histórica de la redención, lo cual en la teología católica implicaría triteísmo. Sin embargo, una de las creencias fundamentales de la Iglesia Adventista del Séptimo Día afirma: «Hay un solo Dios: Padre, Hijo y Espíritu Santo, una unidad de tres personas coeternas»; así, más allá de la unidad de acción, imaginan a Dios como una realidad única que trasciende los límites de la razón humana.